# براديب روات
براديب روات هو ممثل هندي، ولد في 21 يناير 1952 بجبلبور في الهند. من الجوائز التي نالها جائزة فيلم فير جنوب وجوائز ناندي ‏.

## أعمال

### أفلام
- (2001)  ذات مرة في الهند

## جوائز
- جائزة فيلم فير جنوب
- جوائز ناندي [الإنجليزية]‏

## وصلات خارجية
- براديب روات على موقع IMDb (الإنجليزية)